# ヴェルナー・ベスト

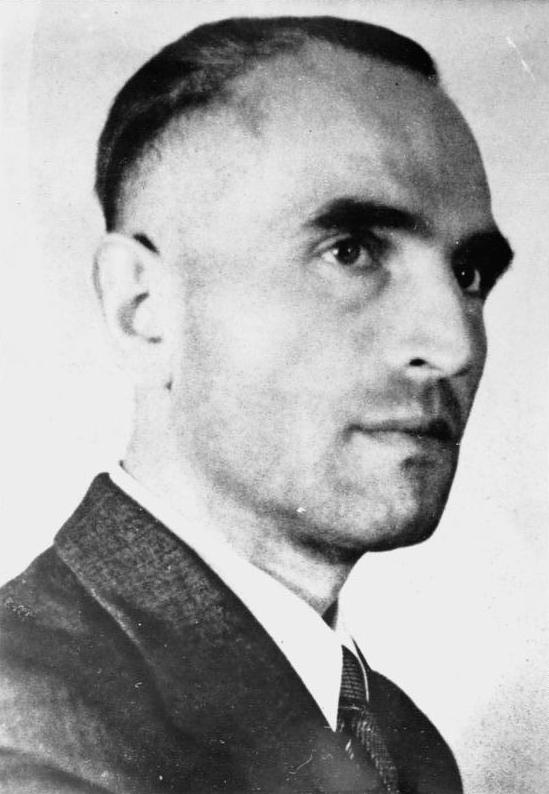
ヴェルナー・ベスト

カール・ルドルフ・ヴェルナー・ベスト（Karl Rudolf Werner Best, 1903年7月10日 - 1989年6月23日）は、ヴァイマル共和政期からナチス・ドイツ期のドイツの法律家、司法官、警察官僚。保安警察長官代理、国家保安本部人事局長などを務めた。第二次世界大戦中はドイツ占領下のフランスやデンマークの統治にあたっていた。親衛隊 (SS) の幹部であり、親衛隊での最終階級は親衛隊大将。

## 生涯

### 前半生
1903年、ダルムシュタットにて上級郵便局局長ゲオルク・コンラート・ベスト (Georg Konrad Best) およびその妻カロリーネ (Karoline) の長男として生まれた。1912年に両親とともにドルトムントへ転居したが、1914年、父ルドルフが第一次世界大戦の東部戦線での負傷がもとで死去したため、母と弟とともに、マインツ郊外ゴンゼンハイム (Gonsenheim) へ移り、人文主義ギムナジウムへ入学した。ギムナジウム在学中から青年政治運動団体に参加していた。1919年にはドイツ国家人民党のマインツ支部に入党し、同党の青年グループのリーダーとして活躍した（1927年に離党）。1921年にアビトゥーアに合格して大学入学資格を得る。
1922年には法学を学ぶためフランクフルト大学に入学。1923年10月にギーセン大学へ移った。しかし大学入学後しばらく学業より政治闘争に熱中し、特に第一次世界大戦後にフランスに占領されていたルール地方における闘争運動に積極的に参加した。そのために1924年4月にマインツに戻った際にフランス警察に逮捕されている。7月にフランス軍事法廷から3年の禁固と1,000ライヒスマルクの罰金に処されたが、9月に釈放された。
その後、学業に戻り、1927年には労働法の論文で法学博士号 (Dr. jur.) を取得した。1928年11月には司法官司補の研修を受けて合格。しばらくライプツィヒやゴータの複数の弁護士の下で助手をしていたが、1929年9月にヘッセン人民州の州法務省に入省。1930年春にはゲルンスハイム (Gernsheim) の地区裁判官となった。1930年11月1日に国家社会主義ドイツ労働者党（ナチ党）に入党（党員番号341,338）。12月には歯科医の娘ヒルデガルト・レグナー (Hildegard Regner) と結婚している。彼女との間に2人の息子と3人の娘を儲けている。
1931年夏にボックスハイム文書事件（Boxheimer Dokumente, ナチ党の暴動計画・政敵処刑などを明記した文書を裁判官であるベストが起草していたことが発覚し政治問題化した）を引き起こし、この影響で11月に裁判官の職を引責辞任した。事件は世論にも影響を与え、当時合法的手段で政権獲得を狙っていたアドルフ・ヒトラーやナチ党には大きな打撃となった。しかしベストが事件によってヒトラーら党幹部から見捨てられたというわけではなく、ヒトラー内閣誕生後の1933年3月にベストはヘッセン警察州委員 (Staatskommissar für das Polizeiwesen) に任じられて復権している。さらに7月にはヘッセン州の警察長官 (Landespolizeipräsident) となる。しかし、殺人容疑の嫌疑をかけられ、警察長官を解任された。

### 親衛隊高官時代

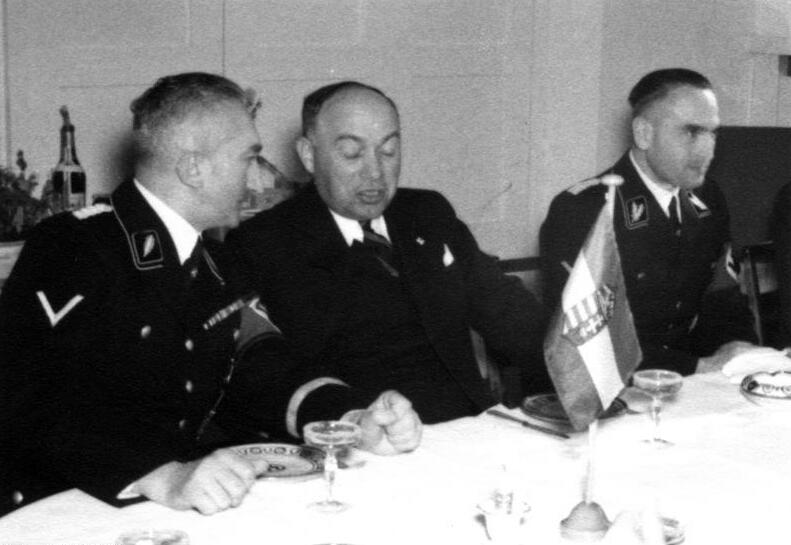
右がベスト、左はアルトゥール・ネーベ。1939年2月

ベストはボックスハイム文書事件で引責辞任した直後の1931年11月13日に SS に入隊している（隊員番号23,377）。ベストがヘッセンでの役職を追われた後、ハインリヒ・ヒムラーやラインハルト・ハイドリヒに目をかけられてミュンヘンの親衛隊情報部 (SD) 本部に招かれた。上官のヒムラーとハイドリヒは1934年4月に首都ベルリンへ移っていったが、ベストはミュンヘンに残留し、南ドイツの SD の司令官を務めていた。6月下旬の長いナイフの夜（レーム事件）の際にもベストはミュンヘンにあった。ミュンヘンは長いナイフの夜の際の主要舞台となったため、ベストも粛清に深く関与することとなった。ヘッセンのシュターデルハイム監獄ではエルンスト・レーム以下突撃隊の幹部が大量に銃殺されている。事件後の7月4日に親衛隊中佐に昇進。
1935年1月からベルリンのゲシュタポ本部へ移動となった。この頃のゲシュタポはヘルマン・ゲーリングが長官（ただし形式的。1935年11月から形式的にもヒムラーが長官）であり、ヒムラーが長官代理、ハイドリヒが政治警察部（2部）部長をしていた。ベストはハイドリヒの代理に任じられた。1936年6月にヒムラーは全ドイツ警察長官となった。この権限に基づき、ヒムラーはゲシュタポを含む全ドイツの政治警察を保安警察 (SiPo) の下にまとめ、その長官にハイドリヒを据えた。あわせてベストも保安警察長官代理に就任し、保安警察内の行政・法制局の局長、および政治警察局第3部防諜警察部の部長にも任じられた。さらに1939年9月にハイドリヒが国家保安本部 (RSHA) を誕生させてその長官となった際に、ベストは国家保安本部第1局（人事局）局長に就任する。しかしベストは法学の素養のある者を好んで採用する癖があり、「インテリ」嫌いの上司のハイドリヒや第4局（ゲシュタポ局）局長ハインリヒ・ミュラーと潜在的に対立するようになっていった。ベストは徐々に国家保安本部における役割を制限され、干されていった。

### デンマーク時代

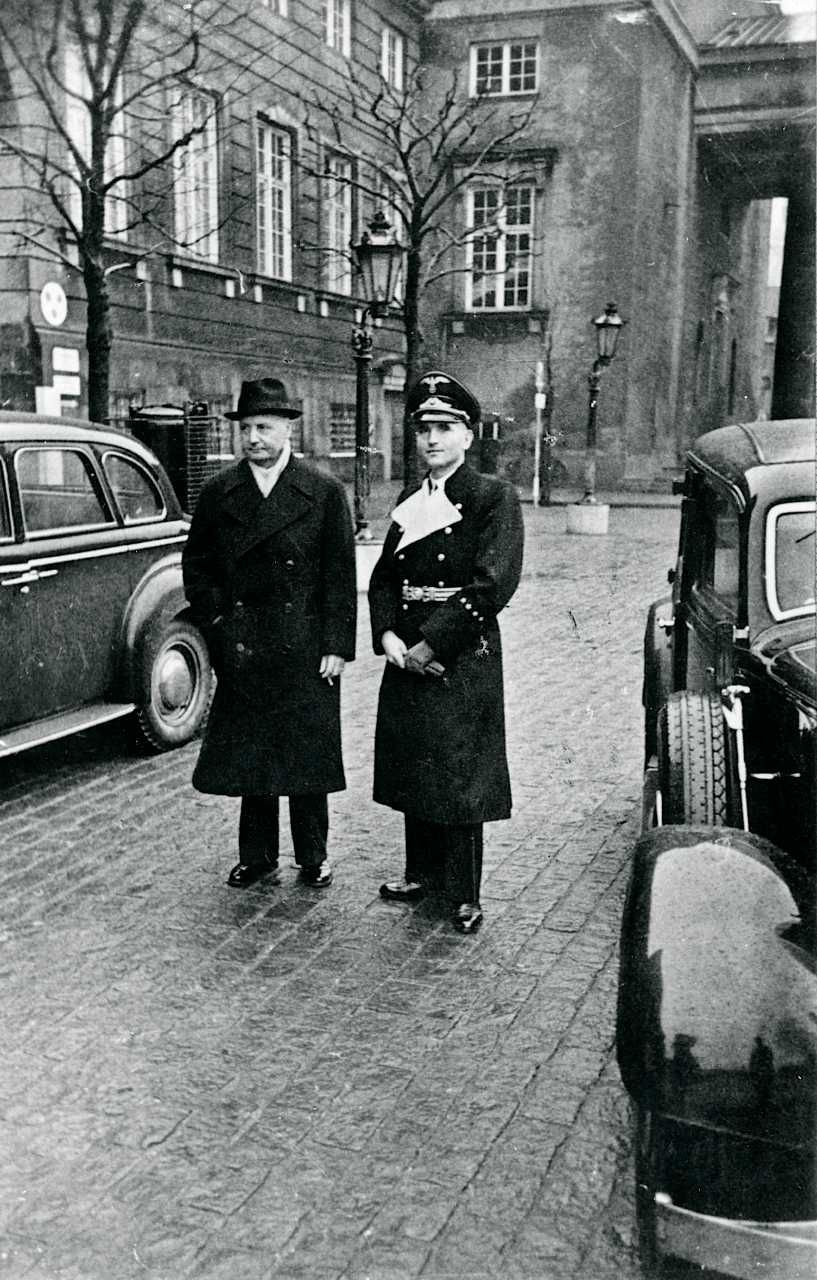
右がベスト。左はデンマーク外相エリック・スカヴェニウス。1942年 - 1943年頃のデンマークで

1940年6月に国家保安本部の役職を辞したベストは、1940年8月からドイツの占領下に落ちたフランス・パリで民政本部長に転じ、レジスタンス撲滅とユダヤ人の強制収容所移送に辣腕を振るった。その腕をかわれ、1942年11月からはデンマーク全権代表（Reichsbevollmächtigter）に就任し、実質的な総督としてデンマークの統治にあたった。以降終戦までこの地位にあった。
しかし、デンマークでのベストは融和的だった。デンマークの王室も政府もそのまま維持することを認め、議会の自由選挙も守った。さらにヒムラーの“ユダヤ人問題の最終的解決”の指令を妨害しようとした形跡もある。デンマークには7,000人を越えるユダヤ人社会が形成されていたが、ドイツ軍部隊の狩りこみを受けたのは、このうち477人にとどまっている。部隊はユダヤ人の住居への無法な侵入をベストから堅く禁じられていたのだった。遅まきながら、ベストも法律家として再び法の支配の概念に目覚めたともいわれる。

### 敗戦後
ナチス・ドイツの敗戦後、ベストは1945年5月5日にデンマーク外務省に保護を求めたが、自宅拘束されて、5月21日にはコペンハーゲン要塞監獄へ収監された。1946年3月にパリへ移され、直後にフランクフルトにおかれたアメリカ合衆国の捕虜収容所へと移された。1947年2月、デンマーク政府から起訴されて再びコペンハーゲンに戻され、一度は死刑判決を受けた。最終的には12年の禁固刑となり、恩赦によって1951年8月に釈放されてドイツへと帰国した。この時期の前後、ベストは裁判にかけられたゲシュタポ局員に対して、証言内容を統一するよう求めていた。
1969年3月にはドイツ検察庁から「国家保安本部第2局長として行った殺人罪」に問われて起訴されたが、健康状態を理由にすぐに釈放された。1972年2月にも再度起訴されたが、やはり健康状態を理由に裁判中止となった。1989年6月23日に死去。